# Vierge au chardonneret
Pour les articles homonymes, voir Vierge au chardonneret (homonymie).

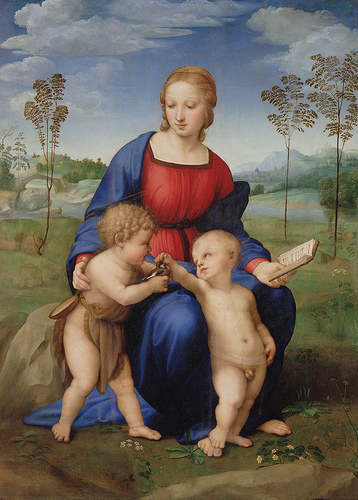
Raphaël, La Vierge au chardonneret, v. 1506, Galerie des Offices, Florence

La Vierge au chardonneret est un thème récurrent de l'iconographie chrétienne, apparu dans la statuaire gothique française au XIIIe siècle, et qui a connu une immense fortune dans la peinture italienne du Trecento et de la Renaissance.
Sa représentation la plus fréquente constitue en une variation du motif traditionnel de la Vierge à l'Enfant : Jésus, assis sur les genoux de Marie, tient dans une de ses mains un chardonneret élégant (Carduelis carduelis), reconnaissable à ses joues et au sommet de son crâne rouge écarlate.
Le chardonneret annonce généralement de façon symbolique le sacrifice à venir du Christ lors de la Passion : le chardon épineux dont il se nourrit, et qui se lit de façon transparente dans son nom — du moins en latin, en italien (cardellino) et en français —  évoque en effet la Couronne d'épines, alors que les taches rouges de sa tête renvoient au sang versé.
Pas moins de 486 œuvres de dévotion, de 254 artistes différents, dont 214 italiens, sont connues pour avoir repris ce motif. La plus célèbre d'entre elles est vraisemblablement La Vierge au chardonneret de Raphaël (Florence, Musée des Offices), dont la restauration a été achevée en 2008.

## Liste d'œuvres du sujet

### Dans la statuaire française
Le thème de la Vierge au chardonneret proviendrait de la sculpture gothique française.
| Titre                                                  | Année                            | Dimensions (cm)        | Technique                                              | Lieu de conservation                             | Ville                   | Pays       | Illus. |
| ------------------------------------------------------ | -------------------------------- | ---------------------- | ------------------------------------------------------ | ------------------------------------------------ | ----------------------- | ---------- | ------ |
| Vierge à l'Enfant avec un chardonneret                 | 1re moitié du XIVe siècle        | 158,75 × 42,54 × 32,38 | sculpture sur calcaire avec traces de polychromie      | Musée d'art du comté de Los Angeles              | Los Angeles             | États-Unis |        |
| Vierge de Cernay-lès-Reims                             | vers 1350                        |                        | sculpture sur marbre                                   | Metropolitan Museum of Art, The Cloisters Museum | New York                | États-Unis |        |
| Vierge à l'Enfant trônant, atelier de « Kremsmunster » | dernier tiers du XIVe siècle     | 17,20 × 6,40           | sculpture sur ivoire d'éléphant, traces de polychromie | Musée du Louvre                                  | Paris                   | France     |        |
| Vierge à l'Enfant tenant un oiseau                     | XIVe siècle                      | hauteur 60             | statue sur calcaire                                    | Chapelle Notre-Dame du Chardonneret de Thiélouze | Uzemain                 | France     |        |
| Vierge à l'Enfant,                                     | fin XVe siècle-début XVIe siècle | hauteur 132            | sculpture sur pierre                                   | église paroissiale Notre-Dame                    | Dampierre-Saint-Nicolas | France     |        |
| Vierge à l'Enfant avec un chardonneret                 | XIVe siècle                      | 124 cm                 | sculpture en pierre avec polychromie récente           | Collégiale Notre-Dame de l'Assomption            | Crécy-la-Chapelle       | France     |        |

### Dans la peinture italienne du Trecento
Le thème s'implante ensuite dans la peinture italienne du Trecento.
| Artiste                     | Titre                                                                       | Année          | Dimensions (cm) | Technique                                    | Lieu de conservation     | Ville       | Pays       | Illus. |
| --------------------------- | --------------------------------------------------------------------------- | -------------- | --------------- | -------------------------------------------- | ------------------------ | ----------- | ---------- | ------ |
| Ambrogio Lorenzetti         | Vierge à l'Enfant tenant un chardonneret                                    | vers 1340      |                 |                                              | Pinacothèque nationale   | Sienne      | Italie     |        |
| Arnau Bassa (entourage)     | Triptyque de la Vierge à l'Enfant                                           | vers 1340-1348 | 126,8 × 184,9   | tempera et or sur panneau de bois            | Walters Art Museum       | Baltimore   | États-Unis |        |
| Bernardo Daddi              | Madonna delle Grazie                                                        | 1347           |                 | tempera et or sur panneau de bois            | Église d'Orsanmichele    | Florence    | Italie     |        |
| Barnaba da Modena (atelier) | Triptyque de la Vierge et l’Enfant avec saint Jean-Baptiste et saint Michel | vers 1370      | 98 × 130        | tempera et or sur panneau de peuplier        | Musée du Petit Palais    | Avignon     | France     |        |
| Taddeo Gaddi                | La Vierge et l'Enfant                                                       | vers 1345      | 90 x 37         | tempera et fond d'or sur panneau de peuplier | Musée du Petit Palais    | Avignon     | France     |        |
| Cecco di Pietro             | Vierge à l'enfant jouant avec un chardonneret et tenant un épi de millet    | 1379           | 105 × 58        | tempera sur panneau                          | Statens Museum for Kunst | Copenhague  | Danemark   |        |
| Tommaso del Mazza           | La Vierge et l'Enfant entourés de huit anges                                | vers 1386      | 85 × 61         | tempera et fond d'or sur bois de peuplier    | Musée du Petit Palais    | Avignon     | France     |        |
| Taddeo di Bartolo           | Vierge de l'humilité (avec chardonneret)                                    | vers 1405      |                 |                                              | Musée Lindenau (de)      | Altenbourg  | Allemagne  |        |
| Taddeo di Bartolo           | Vierge à l'Enfant                                                           | vers 1410      |                 |                                              | Philbrook Museum of Art  | Tulsa       | États-Unis |        |
| Gherardo Starnina           | Vierge à l'Enfant avec les Anges musiciens                                  | vers 1410      | 87,6 × 50,2     | tempera et or sur panneau de bois            | The J. Paul Getty Museum | Los Angeles | États-Unis |        |

### En Europe centrale
Il se répand sur le territoire de l’Europe centrale.
| Titre                                          | Année          | Dimensions (cm) | Technique                                            | Lieu de conservation                        | Ville                 | Pays               | Illus. |
| ---------------------------------------------- | -------------- | --------------- | ---------------------------------------------------- | ------------------------------------------- | --------------------- | ------------------ | ------ |
| Madone de Viven (de Veveří)                    | avant 1350     |                 |                                                      | Couvent Sainte-Agnès, Galerie nationale     | Prague                | République tchèque |        |
| Madone de Strahov,                             | vers 1340      | 94 × 84         | tempera et dorure sur panneau d'érable               | Pinacothèque du Monastère de Strahov        | Prague                | République tchèque |        |
| Madone de Zbraslav                             | vers 1350      | 89 × 60         |                                                      | Couvent Sainte-Agnès, Galerie nationale     | Prague                | République tchèque |        |
| Madone du Most (Mostecká madona)               | avant 1350     |                 |                                                      | Couvent Sainte-Agnès, Galerie nationale     | Prague                | République tchèque |        |
| Vierge à l’Enfant, dite Madone au chardonneret | vers 1450      | 67 × 57,5       | détrempe sur bois, dorure et pierres semi-précieuses | Église paroissiale de la Très Sainte Vierge | Dębe (près de Kalisz) | Pologne            |        |
| Madone dite de Rome                            | vers 1450-1460 |                 |                                                      | Couvent Sainte-Agnès, Galerie nationale     | Prague                | République tchèque |        |

### Dans la peinture germanique, du gothique international à la Renaissance
Les représentations d'oiseaux accompagnent les Vierges au jardin clos dans la peinture germanique. Le chardonneret est alors accompagné d'autres espèces.
| Artiste                                  | Titre                             | Année     | Technique                      | Dimensions (cm) | Musée                  | Ville                 | Pays      | Illus. |
| ---------------------------------------- | --------------------------------- | --------- | ------------------------------ | --------------- | ---------------------- | --------------------- | --------- | ------ |
| Maître du Jardin de Paradis de Francfort | Le Jardin de Paradis de Francfort | vers 1410 | technique mixte sur bois       | 26,3 × 33,4     | Städel                 | Francfort-sur-le-Main | Allemagne |        |
| Maître du Jardin de Paradis de Francfort | La Madone aux fraisiers           | vers 1420 | tempera sur panneau de bois    | 145,5 × 87      | Kunstmuseum Solothurn  | Soleure               | Suisse    |        |
| Martin Schongauer                        | La Vierge au buisson de roses     | 1473      | huile et feuille d'or sur bois | 200 × 115       | Église des Dominicains | Colmar                | France    |        |
| Albrecht Dürer                           | La Madone au chardonneret         | 1506      | huile sur toile                | 91 × 76         | Gemäldegalerie (SMPK)  | Berlin                | Allemagne |        |

### Voir aussi

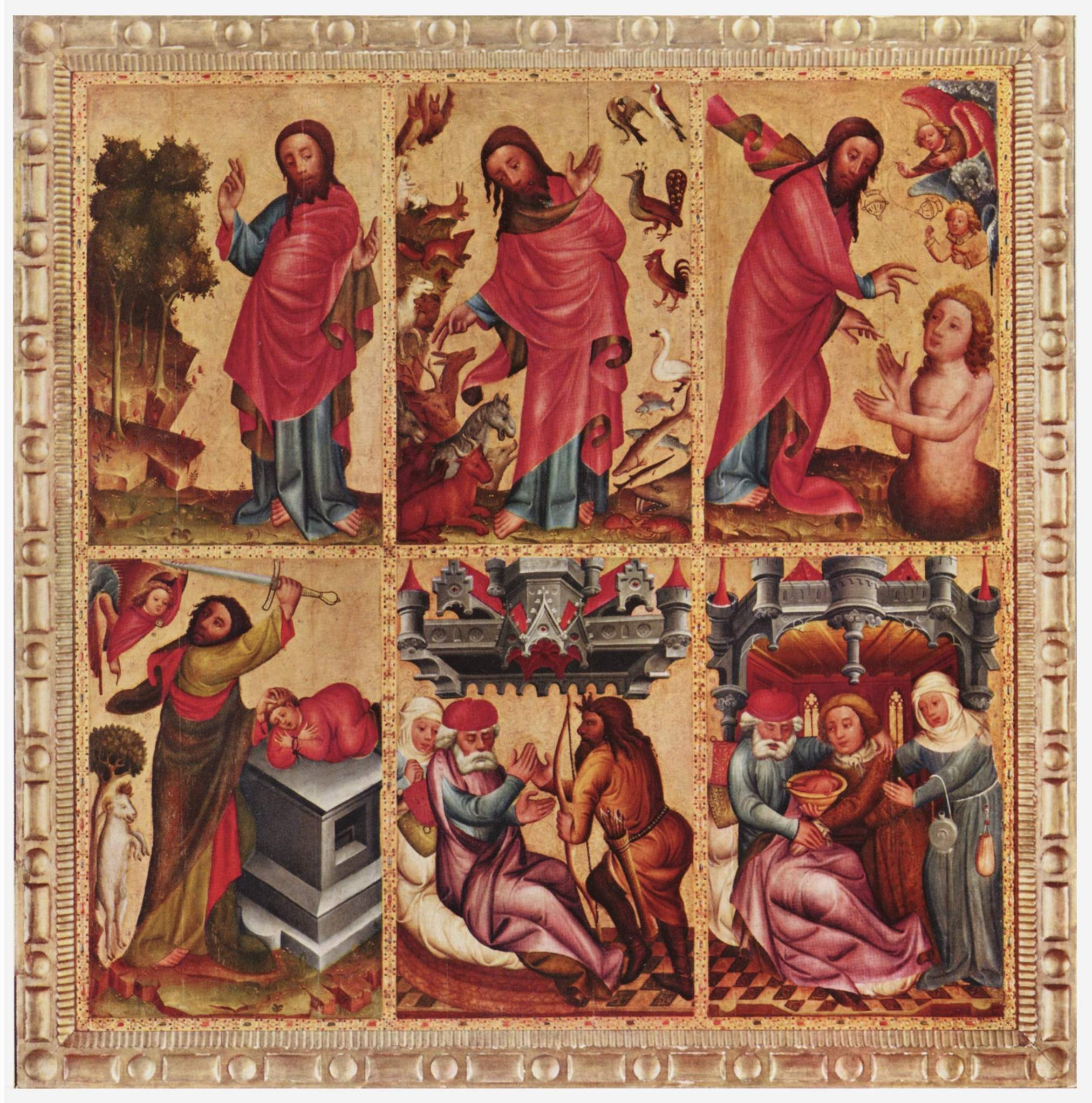
Retable de Grabow, 1375-1383.

### Dans la peinture italienne du gothique tardif et de la Renaissance
| Artiste                                        | Titre                                                                               | Année                                  | Dimensions (cm)  | Technique                                              | Musée                           | Ville             | Pays        | Illus. |
| ---------------------------------------------- | ----------------------------------------------------------------------------------- | -------------------------------------- | ---------------- | ------------------------------------------------------ | ------------------------------- | ----------------- | ----------- | ------ |
| Biagio di Antonio Tucci                        | Vierge à l'Enfant avec anges et saints                                              | 1re moitié du XVe siècle               |                  |                                                        | Musée de l'Ermitage             | Saint-Pétersbourg | Russie      |        |
| Pseudo Pier Francesco Fiorentino               | Vierge à l'Enfant avec un chardonneret                                              | 2e moitié du XVe siècle                | 68 × 50          | tempera sur panneau de bois                            | collection privée               |                   |             |        |
| Francesco d'Antonio da Viterbo                 | Madonna del cardellino                                                              |                                        |                  |                                                        | Museo Civico                    | Viterbe           | Italie      |        |
| Anonyme                                        | Vierge à l'Enfant avec un chardonneret                                              | vers 1450                              | 77 × 51          | tempera sur panneau de bois                            | collection privée               |                   |             |        |
| Fra Filippo Lippi                              | Adoration avec saint Jean-Baptiste enfant et saint Bernard                          | vers 1459                              | 129,5 × 118,5    |                                                        | Gemäldegalerie                  | Berlin            | Allemagne   |        |
| Maître de la Nativité de Castello              | La Vierge et l'Enfant au chardonneret                                               | vers 1455-1460                         | 79,5 × 50.7      | peinture à l'huile, ou tempera sur panneau de peuplier | Musée du Louvre                 | Paris             | France      |        |
| Maître de la Nativité de Castello              | La Vierge et l'Enfant                                                               | vers 1460                              | 58,5 × 37        | détrempe et or sur panneau de bois                     | Musée des Beaux-Arts            | Montréal          | Canada      |        |
| Maître de la Nativité de Castello (attribué à) | La Vierge et l'Enfant au chardonneret                                               | deuxième moitié du XVe siècle          | 61 × 44,7        | détrempe et or sur panneau de bois                     | Musée de Tessé                  | Le Mans           | France      |        |
| Liberale da Verona                             | Madonna del cardellino                                                              | 2e moitié du XVe siècle                |                  | panneau                                                | Musée de Castelvecchio          | Vérone            | Italie      |        |
| Piero della Francesca                          | La Nativité                                                                         | vers 1460-1475                         | 124 × 123        | tempera et or sur bois                                 | National Gallery                | Londres           | Royaume-Uni |        |
| Le Pérugin ou Pinturicchio (attribué à)        | Madonna del cardellino                                                              | fin du XVe siècle                      | tondo            | huile sur toile                                        | Paroisse Saint Jean             | Cantiano          | Italie      |        |
| Ercole de' Roberti                             | La Vierge et l'Enfant entourés de saints et du bienheureux Pierre Damien            | 1481                                   | 323 × 240        |                                                        | Pinacothèque de Brera           | Milan             | Italie      |        |
| Carlo Crivelli                                 | Vierge à l'Enfant                                                                   | vers 1480                              | 36,5 × 23,5      | tempera et or sur bois                                 | Metropolitan Museum of Art      | New York          | États-Unis  |        |
| Giovanni Antonio Boltraffio                    | Madone Litta                                                                        | vers 1490                              | 42 × 33          | Détrempe sur bois transposée sur toile                 | Musée de l'Ermitage             | Saint-Pétersbourg | Russie      |        |
| Raphaël                                        | La Madone Solly                                                                     | entre 1500 et 1504                     | 52 × 38          | huile sur bois                                         | Gemäldegalerie                  | Berlin            | Allemagne   |        |
| Raphaël                                        | Saint Jean-Baptiste, la Sainte Vierge et Jésus Enfant dit La Vierge au chardonneret | entre 1505 et 1506                     | 107 × 77         | huile sur bois                                         | Galerie des Offices             | Florence          | Italie      |        |
| Alvise Vivarini                                | Vierge adorant l'Enfant Jésus endormi au chardonneret                               | vers 1500                              | 1                |                                                        | Église du Rédempteur            | Venise            | Italie      |        |
| Michel-Ange                                    | Tondo Taddei                                                                        | entre 1504 et 1507                     | 106,8 (diamètre) | bas-relief en marbre                                   | Royal Academy of Arts           | Londres           | Royaume-Uni |        |
| Lorenzo Costa                                  | Vierge à l'Enfant tenant un chardonneret                                            | fin du XVe siècle-début du XVIe siècle | 39 × 30,5        | huile sur panneau de bois                              | collection privée               |                   |             |        |
| Ludovico Brea                                  | Polyptyque                                                                          |                                        |                  |                                                        |                                 |                   |             |        |
| Ludovico Brea                                  | Polyptyque                                                                          | entre 1520 et 1523                     | 248 × 210        |                                                        | Collégiale Saint-Pierre         | Six-Fours         | France      |        |
| Michele Cavaro                                 | Madonna del cardellino                                                              | entre 1549 et 1567                     | 173 × 120        |                                                        | Basilique Notre-Dame de Bonaria | Cagliari          | Italie      |        |

### Après la Renaissance
| Artiste                      | Titre                                               | Année                     | Dimensions (cm)    | Technique              | Musée                          | Ville            | Pays        | Illus. |
| ---------------------------- | --------------------------------------------------- | ------------------------- | ------------------ | ---------------------- | ------------------------------ | ---------------- | ----------- | ------ |
| Lorenzo di Credi             | La Vierge à l'Enfant au chardonneret                | début du XVIe siècle      |                    | huile sur toile        | Kaluga Regional Art Museum     | Kalouga          | Russie      |        |
| Antonio Begarelli            | Vierge à l'Enfant et au chardonneret                | 1re moitié du XVIe siècle |                    | terre cuite polychrome | Église paroissiale             | Verica           | Italie      |        |
| Federico Barocci             | La Vierge au chat                                   | 1575                      | 112,7 × 92,7       | Huile sur toile        | National Gallery               | Londres          | Royaume-Uni |        |
| Claude Vignon (entourage de) | Vierge et l'Enfant au chardonneret                  | XVIIe siècle              | 74 × 58            | huile sur toile        | collection particulière        |                  |             |        |
| Jacques Stella (attribué à)  | La Vierge à l'Enfant au chardonneret sur une cerise | 1645-1650                 | 82,5 × 66          | huile sur toile        | Localisation inconnue          |                  |             |        |
| Francisco de Zurbarán        | Vierge à l'Enfant avec Saint Jean                   | vers 1658                 | 138,4 × 106        | huile sur toile        | San Diego Museum of Art        | San Diego        | États-Unis  |        |
| Charles Dauphin              | Sainte Famille au Chardonneret                      | 3e quart du XVIIe siècle  | tondo, diamètre 88 | huile sur toile        | Musée des beaux-arts de Nantes | Nantes           | France      |        |
| Giambattista Tiepolo         | Madone au Chardonneret                              | vers 1767-70              | 62 × 49,5          | huile sur toile        | National Gallery of Art        | Washington, D.C. | États-Unis  |        |